# Víctor Zúñiga
Víctor Manuel Zúñiga Medina (ur. 21 marca 1996 w Nezahualcóyotl) – meksykański piłkarz występujący na pozycji skrzydłowego, od 2024 roku zawodnik Saltillo.

## Kariera klubowa
Zúñiga jest wychowankiem akademii juniorskiej klubu Cruz Azul ze stołecznego miasta Meksyk, w której rozpoczął treningi jako czternastolatek. W wieku dziewiętnastu lat został natomiast włączony do pierwszej drużyny przez szkoleniowca Sergio Bueno i w Liga MX zadebiutował 25 lipca 2015 w przegranym 0:3 spotkaniu z Morelią.
| Sezon     | Klub      | Kraj   | Rozgrywki | Mecze | Bramki |
| --------- | --------- | ------ | --------- | ----- | ------ |
| 2015/2016 | Cruz Azul | Meksyk | Liga MX   | 6     | 0      |
| 2016/2017 | Cruz Azul | Meksyk | Liga MX   |       |        |

## Kariera reprezentacyjna
W kwietniu 2013 Zúñiga został powołany przez trenera Raúla Gutiérreza do reprezentacji Meksyku U-17 na Mistrzostwa Ameryki Północnej U-17. Na panamskich boiskach rozegrał trzy z pięciu możliwych spotkań (z czego dwa w wyjściowym składzie) i wpisał się na listę strzelców w półfinale z Hondurasem (3:1). Jego kadra triumfowała natomiast w kontynentalnych rozgrywkach, pokonując w finale gospodarzy – Panamę (2:1). Sześć miesięcy później znalazł się w składzie na Mistrzostwa Świata U-17 w ZEA, gdzie jednak również pozostawał głównie rezerwowym swojej drużyny – zanotował trzy z siedmiu meczów (dwa w pierwszej jedenastce). Meksykanie wywalczyli wówczas tytuł juniorskich wicemistrzów świata – dotarli aż do finału, gdzie ostatecznie ulegli Nigerii (0:3).